# Road Food
Road Food är det trettonde albumet av den kanadensiska gruppen The Guess Who utgivet 1974 men är bara det nionde med sångaren Burton Cummings. (På de två första albumen var Chad Allen sångare och bandledare. Albumet har en tydlig Pop / Rock och Balladkaraktär.

## Låtlista
1. Star Baby - 2:41 (Burton Cummings)
2. Attila’s Blues - 4:55 (Burton Cummings / Donnie McDougall / Gary Peterson / Bill Wallace / Kurt Winter)
3. Straighten Out - 2:24 (Burton Cummings / Bill Wallace)
4. Don’t You Want Me - 2:31 (Burton Cummings)
5. One Way Road To Hell - 5:28 (Burton Cummings / Bill Wallace)
6. Clap For The Wolfman - 4:17 (Burton Cummings / Kurt Winter / Bill Wallace)
7. Pleasin’ For Reason - 3:19 (Burton Cummings / Donnie McDougall)
8. Road Food - 3:40 (Burton Cummings / Bill Wallace)
9. Ballad Of The Last Five Years - 7:19 (Burton Cummings)
10. Sona Sona (Remix) - 3:20 (Burton Cummings)
11. One Way Road To Hell (Run-Through Version) - 2:51 (Burton Cummings / Bill Wallace)
12. Medley - 1:62 - (1) In The Mood (Joe Garland / Andy Razaf) - (2) Young Love (Rick Cartey / Carol Joyner)

Spår 10, 11 Och 12 Är Två Ej Tidigare Utgivna Bonusspår - Ej Med På LP Versionen Utan Endast Utgiven På CD Versionen Av Albumet.

## Medverkande
- Burton Cummings - sång, piano
- Donnie McDougall  - elektrisk gitarr, akustisk gitarr, bakgrundssång
- Kurt Winter  - elektrisk gitarr, akustisk gitarr, bakgrundssång
- Bill Wallace - basgitarr, bakgrundssång
- Gary Peterson - trummor, percussion

- Producent Jack Richardson för Nimbus 9 Productions / RCA Records APL1-0405
- CD-utgåva från 2012. Skivnummer RCA Records / ICON CLASSIC Records ICON 1029 (8 8691-97604-2 2)